# Кістерський Леонід Леонідович
Кістерський Леонід Леонідович (народився 08. 12. 1944, м. Новомосковськ Тульської області, РФ) - доктор економічних наук,  професор кафедри міжнародних економічних відносин, фахівець у галузі міжнародних економічних відносин.

## Біографія
Народився 8 грудня 1944 року в місті Новомосковськ  Тульської області, Російська Федерація.
Закінчив Київський національний університет ім. Тараса Шевченка 1968 року за  спеціальності  «Іноземна мова (англійська)». Після закінчення отримав  кваліфікацію  перекладач-референт. 1973 року закінчив  аспірантуру Інституту економіки НАНУ за  спеціальністю "світова економіка і міжнародні економічні відносини".
Доктор економічних наук (1991), професор (1994). Заслужений діяч науки та техніки України (2019).
Працював у Інституті економіки АН УРСР (Київ, 1968–77); Комісії ООН з торгівлі та розвитку (Женева, 1977–82); 
- 1982–91 — завідувач відділу світової економіки й міжнародних  економічних відносин Інститут світової економіки та міжнародних відносин АН УРСР; 
- 1991–92 — завідувач відділу міжнародних наукових зв’язків Державного комітету України з питань науки та технології;
-  1992–93 — голова Національного центру міжнародної технічної допомоги Україні;
- 1993–95 — головний науковий консультант Національного інституту стратегічних досліджень;
- з 1995 — директор-засновник Інституту міжнародного ділового співробітництва (усі — Київ). 
Водночас викладав у вишах України, Німеччини, Польщі, США. Досліджує проблеми налагодження міжнародних економічних зв’язків й економічної  безпеки. 

## Всеукраїнська та міжнародна діяльність
Заслужений діяч науки та техніки України, директор – засновник Інституту міжнародного ділового співробітництва.
Був засновником-головою Національного центру реалізації міжнародної технічної допомоги Україні в ранзі міністра. Започаткував в Україні систему залучення та реалізації міжнародних ресурсів для реформування економіки за стандартами ЄС. Заснував та розвиває науковий напрям – управління зовнішніми ресурсами для реформ.
На конкурсній основі як експерта або керівник групи консультантів брав участь в реалізації багатьох міжнародних проектів з реформування економіки України на замовлення ЄС, ООН, Світового банку, Міжнародного товариства Червоного Хреста, урядів США, Франції, Великої Британії, Швеції, Норвегії та інших. 
Консультант міжнародної компанії «IPR Group, Patent and Trade Mark Attorneys» зі штаб-квартирою в Києві з червня 2017 р.; чотири з половиною роки працював радником в ЮНКТАД в Женеві (Швейцарія).
Працював запрошеним професором  та проводив дослідницьку роботу в провідних наукових центрах та університетах світу – Київському національному університеті ім. Тараса Шевченка, Національному університеті ім. Вадима Гетьмана, Константцькому університеті (Німеччина), Браунському та Стенфордському університетах (США), Вищій Школі Бізнесу – Національному Університеті Луїса (Польща), результатом якої стали чисельні наукові публікації. 
Є членом міжнародних і національних наукових установ і організацій – спеціалізованих вчених рад в Київському Інституті міжнародних відносин при Національному університеті імені Тараса Шевченка і Донецькому Національному університеті імені Василя Стуса, Асоціації економістів-міжнародників України, Української Академії економічних наук, Академії наук вищої школи України; член Видавничої ради «Дослідження світової економіки та міжнародного бізнесу» (Прага), багато років представляв Україну у Науковій Раді ООН.

## Здобуток
Ряд міжнародних наукових нагород та премій: звання “Людина року”,
золота медаль від Біографічної Спілки США за видатні заслуги у розвитку суспільних наук, 
медаль імені Хуберта  Хемфрі за значні досягнення у сфері політичних наук.
2017 року в складі міжнародного наукового колективу за участі лауреата Нобелівської премії Вернона Сміта взяв участь у написанні монографії «РЕФОРМАЦІЯ: успіх Європи та шанс для України» і був нагороджений відзнакою Адама Сміта.
Автор та співавтор понад
150 наукових праць, в тому числі 14 монографій та підручників з питань міжнародних економічних відносин, що надруковані провідними видавництвами України, Швейцарії, США, Великобританії, Польщі, Німеччини, Чехії та інших країн, а також – Європейським Союзом, ООН, Світовим Банком та іншими міжнародними організаціями.

## Науковий доробок
1. Kistersky L., Marmazov V., Piliaiev I. Prospects for the East-West Civilizational Convergence: Confucian Tradition Democracy in the Republic of Korea. Prague, Coretex CZ SE, 2021, 250 p.
2. Kistersky L., Romanenko O. (Scientific editors, drafted 5 chapters) Reformation: the success of Europe and a chance for Ukraine. Prague, Coretex CZ SE 2020, 300 p.
3. Кістерський Л., Пузанов І., Липова Т. Міжнародний маркетинг і фінанси для малого і середнього бізнесу: методологія і практика. Прага: Coretex CZ SE, 2018. 450 с.
4. Kistersky L. , Prigmore K., Sics U., Prigmor B., Lypova T. Donor Development Resources – Aid Programming and Implementation Guide. Publishing House “Kyiv University”, 2012. – 141 p.
5. Кістерський Л., Липова Т. Міжнародна технічна допомога: шляхи підвищення ефективності. Видання Представництва Європейського Союзу в Україні. – К., 2010 – 240 с.